# Новгородська сотня
Новгородська сотня (Новгород-Сіверська сотня) - територіально-адміністративна і військова одиниця різних полків Гетьманщини. Заснована 1649 у складі Ніжинського полку (адміністративного), з 1663 - у Стародубському полку (адміністративний).

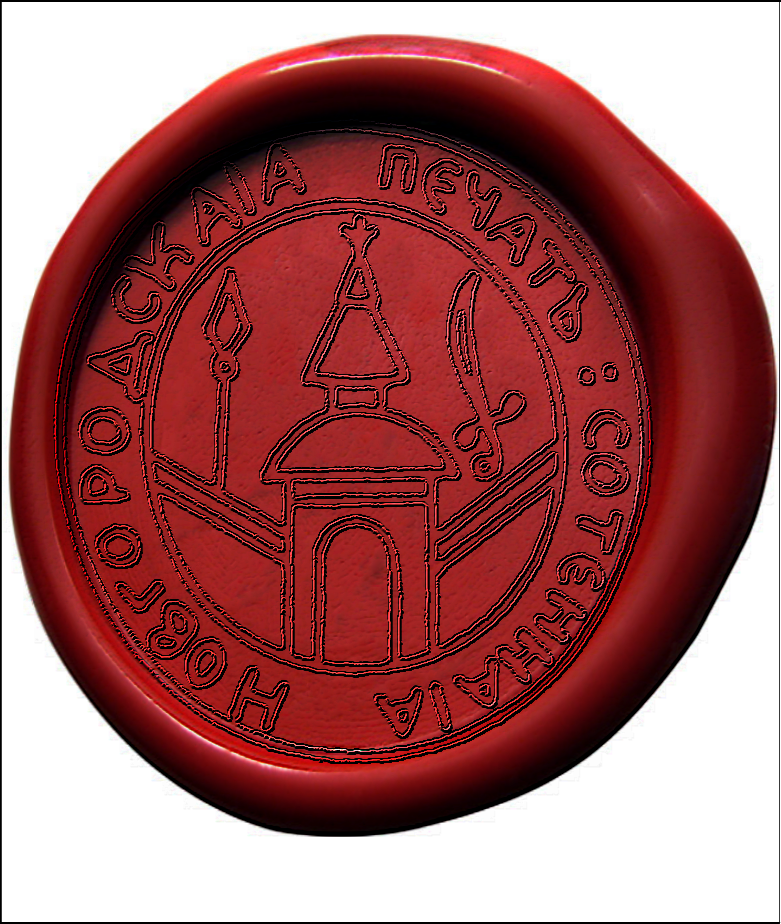
Печатка Новгород-Сіверської сотні. РеконструкціяВ полі печатки двоповерхова брама з прочиненими воротами, під дахом, який прикрашено паростком, обабіч брами мур, над яким праворуч – спис, ліворуч – шабля вістрями вгору.
Напис по колу: ПЕЧАТЬ : СОТЕННАІА НОВГОРОДСКАІА

Центр - місто Новгород-Сіверський.

## Історія
Сформувалася між 1649-1653 pp. в складі Ніжинського полку як військовий підрозділ, на основі якого у 1653 р. утворено окремий Новгородський полк, теж суто військовий. Полковником його був Юхим Коробка (1653-1654 pp.). Після Переяславської угоди 1654 року полк включили як сотню до складу Ніжинського полку разом з селами Бирине, Глазове, Горбове, Івот, Кам`янка, Рихлів, Скирта, Шептаки, Смяч, Блистова.
Сотенна старшина: писар Іван Васильович, осавул Федір Оникійович, хорунжий Іван Федорович Горобець.
Друга сотня знаходилася в Шептаках. 1663 року Іван Брюховецький включив Новгородську сотню до створеного ним Стародубського полку. Петро Дорошенко, під час походу на Лівобережжя у 1668 p., знову виділив із Стародубського полку Новгород-Сіверський, на чолі з Олександром Урбановичем (1668 p.). Але Д. Многогрішний ліквідував це утворення і знову Новгородська сотня відійшла до Стародубського полку, у якому й перебувала до ліквідації. У 1782 р, Новгород-Сіверський став губернським центром відкритого Катериною II Новгород-Сіверського намісництва.
Сотенний центр: місто Новгород-Сіверський, нині - райцентр Чернігівської області.

## Географія та населення
Новгородська сотня була найпівденнішою в Стародубському полку, займала місцевість по обох берегах Десни (переважно по правому березі), нижче гирла Судості. Деякі з сіл цієї сотні, мабуть, існували вже в давньоруський час, але літописних відомостей про це не збереглося. Найстарші села цієї місцевості виникли на пагорбах правого берега Десни; лівий же берег заселений був набагато пізніше: заселення його почалося в XVI столітті і тривало до середини XVIII століття.
На долю населення цієї місцевості дуже впливав Новгородський Спасо-Преображенський монастир; виразився цей вплив, головним чином, в применшенні тут козачого населення, значну частину якого ченці тими чи іншими способами переписали в кріпацтво.

## Сотники
- Андрійович Василь (? - 1649.5.04 - ?)
- Коробка Юхим (? - 1653.07. - ?)
- Горбовецький Михайло Степанович (? - 1654.01. - 1660.15.01. - ?)
- Бабак (Лисий) Іван Васильович (1656.04., наказний)
- Маленовський Семен Федорович (? - 1661.08. - 1662.05. - ?)
- Рожинський Лаврін (1661.10., нак.)
- Запаревський Павло (? - 1663 - ?)
- Стремницький (Стремниченко) Павло (? - 1663.09. - ?)
- Маленовський Семен Федорович (? - 1666.01. - 1668 - ?)
- Севастянович Захар Степанович (? - 1669.11. - 1672.05. - ?)
- Чарнацький Михайло (? - 1673.11. - ?)
- Чернявський (Черняй) Василь (? - 1675.12. - ?)
- Севастянович Захар Степанович (? - 1676.02. - ?)
- Холодович Іван (раніше 1683)
- Пушкаренко Давид Трохимович (? - 1679.і.07.1072- ?)
- Севастянович Захар Степанович (? - 1680.04. - ?)
- Опанас Григорович (1681)
- Карнаух Костянтин Мартинович (1680.26.05. - 1683 - 1685.09. - ?)
- Пушкаренко Давид Трохимович (? - 1686.06.-08.)
- Іванович Андрій (1687.06 наказний)
- Стягайло Іван (1686.09. - 1687.07.)
- Пушкаренко Давид Трохимович (1687.08. - 1691.18.05. - ?)
- Бучковець Федір Іванович (1687.07., наказний)
- Карнаух Констянтин Мартинович (1691.07, наказний)
- Стягайло Іван (? - 1691.08. - 1692 - ?)
- Журавка Лук'ян Іванович (? - 1693.11. - 1709.02. - ?)
- Антіох-Вербицький Михайло Олексійович (1696, наказний)
- Стягайло Іван (1698.06., 1699.08., наказний)
- Пушкаренко Давид Трохимович (1703,1704.04., наказний)
- Опанасович Василь (1709.07., наказний)
- Березовський Семен (? - 1710.03. - 1712)
- Кутневський-Гаращенко Данило Герасимович ((1712.15.01. - 1715.03.)
- Лісовський Федір (1715.10.03. -1718.06. - ?)
- Шепеленко Григорій (? -1718.11. - ?)
- Пекалицький Парфен (1718, наказовий).
- Лісовський Федір (? - 1719 - 1722)
- Зенович Мануйло (1721, 1723, наказовий)
- Онопрієнко-Шовковий Федір (1722, наказовий)
- Галецький Семен Якович (1722.22.05. -1725)
- Зіневич Данило (1724,1725, наказовий)
- Судієнко Іван Андрійович (1724, наказовий).
- Христичевський-Глаз Василь Тимофійович (1725-1727)
- Нестерович Дем'ян (1728, наказний)
- Кутневський-Гаращенко Данило Герасимович (? - 1729.06. - ?)
- Поморанський Петро (1725, 1728, 1729, 1734, наказний)
- Христичевський-Глаз Василь Тимофійович (1729-1738).
- Зіневич Данило (1730, наказний).
- Нестерович Дем'ян (1730, 1733-1735; 1737, наказний).
- Судієнко Степан Іванович (1730, 1732, 1736, наказний; повний: 1739.31.10. - 1744).
- Хома Петрович (1742; наказний; повний: 1744.12.05. - 1745).
- Судієнко Степан Іванович (1745- 1763)
- Сорока Федір (1752, наказний)
- Хома Петрович (1764, наказний)
- Рачинський Андрій Андрійович (1763.7.08. - 1782)

## Сотенні отамани
- Баран Роман (? -1654.02.- ?)
- Черннацький (Черник) Михайло (? -1661-1663.09.)
- Стрельниченко Павло (1663.09.- ?)
- Чернацький Михайло (? -1666.01.-06.- ?)
- Іванович Андрій (?-1669.01.-08.- ?)
- Базилевич Опанас Григорович (? -1671- -ран.1672.27.09.)
- Стукаленко (Стукало)-Кириленко Лаврін Іванович (?-1675.06.- ?)
- Базилевич Опанас Григорович (? -1676.02.- ?)
- Семенович Остап (1676, наказовий)
- Стукаленко (Стукало)-Кириленко Лаврін Іванович (? -1678.09.- ?)
- Карнаух Костянтин Мартинович (? -1679.07.- ?)
- Базилевич Опанас Григорович (? -1680.01.-1682.06.- ?)
- Кам'яний Омелян (? -1682.09.- ?)
- Стукаленко (Стукало)-Кириленко Лаврін Іванович (? -1683.10.-1685.09.- ?)
- Бучковець Федір Іванович (?-1686.08.-1688.07.- ?)
- Онопрієнко-Шовковий Микита (? -1689.07.- ?)
- Нехороший Семен (1694, наказовий)
- Карнаух Костянтин Мартинович (? -1690.07.- 1694.08.- ?)
- Єрусалим Ярема (? -1698.04.-1700.05.- ?)
- Журавчєнко Іван Тимофійович (? -1705- ?)
- Базилевич Василь Опанасович (?-1705.07.-1709.07.- ?, раніше 1710.03.)
- Судієнко Іван Андрійович (? -1710.03.- ?)
- Онуфрійович Іван (? -1710.05.- ?)
- Судієнко Іван Андрійович (? -1714.10.-1722.05.- ?)
- Базилевич Василь Опанасович (?-1720.03.- ?)
- Нестерович Дем'ян (1721, наказовий)
- Зенович Мануйло (? -1723.07.- ?)
- Судієнко Іван Андрійович (? -1724.03.-1725.03.- ?)
- Судієнко Степан Іванович (? -1727.03.-06.- ?)
- Колько Степан (?-1728.01.- ?)
- Янович Василь (?-1728.12.- ?)
- Судієнко Степан Іванович (?-1730.09.-1733.07.- ?)
- Нестерович Дем'ян (? -1734.01 -03.- ?)
- Воронець Василь (1734, наказовий)
- Судієнко Степан Іванович (? -1736.06.- ?)
- Нестерович Дем'ян (?-1737.09.-?)
- Судієнко Степан Іванович (1737.10.-1739)
- Помаранський Петро (? -1741. 03-1748.09.- ?)
- Кисловський Яким (раніше 1755)
- Григорович Трохим (? -1756.02.- ?)
- Криксин Роман (? -1757.12.-І764.01.- ?)
- Овсієнко Федір (1771.11.02. - 1782)

## Сотенні писарі
- Бабак (Лисий) Іван Васильович (? -1654.02.-1676.02.- ?)
- Антіох-Вербицький Михей (Мойсей) Олексійович (? -1679.07.- ?)
- Юркевич Іван (? -1690.07 )
- Антіох-Вербицький Михей Олексійович (1690.07.-1695.09.- ?)
- Березовський Семен (?-1700.08.-1708.09.- ?)
- Люба(р)тович Матвій (?-1712.05.21 - ?)[3]
- Пекалицький Парфен (?-1715.03.-?)
- Косачинський Михайло (? -1721.06.- ?)
- Помаранський Петро (?-1721.07.-1734.03.- ?)[4][5]
- Картель Марко (раніше 1733)
- Кисловський Яким (? -1744- ?)
- Маньковський Михайло Васильович (? -1763.06.24- ?)[6]
- Сухотин Григорій Феодосійович (ран .1765)
- Клименко Гаврило (1766 - 1780 - ?)

## Сотенні осавули
- Оникієвич Федір (? -1654.02.- ?)
- Яцькович (?-1676.02.- ?)
- Ревенко Хома (?-1680.04.- ?)
- Данило (?-1682.06.- ?)
- Посох Михайло (? -1686.08.- ?)
- Нехорошко Семен (? -1690.10.-1694.08.- ?)
- Яснопольський Лаврін Кипріянович, Жоравка Макар (? -1725.10.- ?)
- Пашинський Лук'ян (? - 1725-1728- ?)[5]
- Журавко Макар (? -1732- ?)[4]
- Кононович Іосиф (? -1741.03.- ?)
- Мажуга-Биковський Захар (?-1743-1746-1752-?)
- Лавриненко Терентій Григорович (? -1768-1770 - ?)
- Худорба Архип Михайлович (1770 -1772)
- Клюєвський Максим Романович ( ? - до 1777)[7]
- Бедренцов Петро Андрійович, Тужало, Менпольський, Короткевич-Більський Іван Микитович (1779 - ?)

## Сотенні хорунжі
- Воробей Іван Федорович (? -1654.02.- ?)
- Парфененко Петро (?-1676.02.- ?)
- Бакланець Родіон Степанович (? - 1687 - ?)
- Картель Марко (? - 1709 - ран. 1728)
- Кривицький Тиміш (? - 1715 - ?)
- Смардовський Тимофій Іванович (? -1721.06.-1728.11.- ?)[5]
- Картеленко Захар (раніше 1728)
- Пашинський Лук'ян (?-1732- ?)[4]
- Ревенко Іван Якович
- Налягака Григорій Герасимович [8]
- Тимченко-Кривицький Мартин Матвійович (? - 1782 - ?)[9]

## Сотенні возні
- Сухота Василь Георгійович (? - 1777 - ?)[10]

## Адміністративний поділ
Новгородська сотня складалася з наступних куренів:
Арапівський (село Араповичі, село Дробишів, село Комань);
Гірківський (село Гірки, село Горбове, село Юхнове);
Городовий (місто Новгород-Сіверський);
Дегтярівський (село Дегтярівка, село Гнатівка, село Кудлаївка);
Знобівський (село Зноб-Новгородське, село Мефедівка, село Кренидівка);
Івотський (село Івот);
Лісконізький (село Лісконоги, село Леньків);
Погребський (село Погребки, село Остроушки);
Риківський (село Рикове);
Серединський (містечко Середина-Буда, село Чернацьке, село Ромашкове);
Стахорський (село Стахорщина, село Бугринівка);
Фаївський (село Фаївка, село Блистова);
Хильчанський (село Хильчичі, село Кривоносівка);
Шатринський (село Шатрище).
В самому місті Новгород-Сіверському, існували ще наступні квартирні сотні:
Заручейська;
Кляшторна;
Ринкова.

## Населені пункти
На середину XVIII століття: 
Міста: Новгород-Сіверський, Середина-Буда.
Села: Антонівка; Араповичі; Бугринівка; Велика Берізка; Блистова; Боровичі; Глазове; Голубівка; Горбове; Гірки; Чулатів; Дегтярівка; Домотканів; Дробишів;Жихове; Журавка; Зноб-Новгородське; Гнатівка; Каліївка; Карасівка; Ковпинка; Комань; Красичка; Кренидівка; Кривоносівка; Кролевець-Слобідка; Кудлаївка; Курилівка; Леньків; Лісконоги; Лоска; Мефедівка; Мезин; Нова Гута; Ображіївка; Олтар; Остроушки; Очкине; Пигарівка; Погребки; Прокопівка; Протопопівка; Радомка; Риків; Рудня; Свірж; Собич; Стара Гута; Стахорщина; Сухомлинівка; Ушівка; Фаївка; Хильчичі.
Хутори: Короткевича Антона, священика; Стожевського Михайла; Юшкова, майора.
За сотнею в "Генеральному описі Малоросії" 1765-1769 pp. також значиться кілька нових хуторів і села та слободи: Афанасівка, Берин, Вовна, Гудове, Киселівка, Коробеничі, Красички, Новий Кривець, Підмеєнська, Суражичі, Чорноводка, Шкрябине. Водночас відсутні підкреслені населені пункти.